# Ішантураєва Сара
Сара Абдурахманівна Ішантураєва (8 листопада 1911, кишлак Бешбулак, тепер Янгікурганського району Наманганської області, Узбекистан — 8 вересня 1998, місто Ташкент, Узбекистан) — радянська узбецька діячка, актриса, директор Узбецького державного драматичного театру імені Хамзи, народна артистка СРСР (1951). Депутат Верховної ради Узбецької РСР 1-го скликання. Депутат Верховної ради СРСР 2—4-го скликань.

## Життєпис
У ранньому дитинстві, після смерті батька в 1912 році, мати змушена була віддати Сару, як і решту двох дітей, в чужі родини. З 1920 року виховувалась у жіночій школі-інтернаті імені Зебунніса в Ташкенті, брала участь у самодіяльному гуртку, а потім у масових сценах вистав Зразкової крайової драматичної трупи. У 1923 році дебютувала в головній ролі п'єси «Сирітка».
У 1927 році закінчила Узбецьку державну драматичну студію при Узбецькому будинку освіти (пізніше Узбецький інститут освіти імені Сталіна) при театрі імені Вахтангова у Москві, де навчалася у Рубена Симонова, Лева Свердліна, Йосипа Толчанова. Випускники цієї студії склали основу Узбецького державного драматичного театру імені Хамзи.
З 1927 року — актриса Центральної державної зразкової узбецької трупи в Самарканді (з 1929 року — Узбецького державного драматичного театру імені Хамзи в Ташкенті). Член ВКП(б) з 1942 року.
У 1943—1946 і 1953—1960 роках — директор Узбецького державного драматичного театру імені Хамзи в Ташкенті.
У 1946—1955 і 1981—1985 роках — голова правління театрального товариства Узбецької РСР.
Була членом Радянського комітету захисту миру, головою правління Узбецького республіканського Фонду миру, членом Комітету з Ленінських премій у галузі науки та мистецтва при Раді міністрів СРСР.
Основні ролі Ішантураєвої в театрі: Адельма («Принцеса Турандот» Гоцці, 1927), Беатріче («Слуга двох панів» Гольдоні, 1927), Лауренсія («Овече джерело» де Веги, 1931), Дільбар («Два комуністи» Яшена, 1929), Ульмас («Спалим» Яшена, 1932), Онахон («Честь і любов» Яшена, 1936), Катерина («Гроза» Островського, 1938), Джаміля («Бай і наймит» Хамзи, 1939). Схильність актриси до розкриття внутрішнього світу героя далася взнаки у виконанні ролі Гоги («Людина з портфелем» Файко, 1929). Найбільший внесок актриси в історію узбецького театру — виконання ролей Офелії («Гамлет» Шекспіра, 1935) та Дездемони («Отелло» Шекспіра, 1941). З 1940-х років грала ролі партизанки Оксани («Смерть окупантам» Яшена, 1942), Ґулі («Алішер Навої» Уйгуна і Султанова, 1945), Джессі («Російське питання» Симонова, 1947), Шабуніної («За тих, хто в морі» Лавреньова, 1947), Єви Грант («За вікнами посольства» братів Тур, 1950), Густи Фучікової («Дорога безсмертя» Брагіна та Товстоногова, 1952). У 1950—1960-х роках виступала в ролях комуністки Хатче («Оповідання про Туреччину» Хікмета, 1953), Айні («Алжир, батьківщина моя!» за романом М. Діба, 1957), Хурріят («Хурріят» Уйгуна, 1959), Ірини («Здрастуйте, зірки (Фауст і смерть)» Левади, 1961), Седзу («Життя жінки» Каору, 1965), Гонерілії («Король Лір» Шекспіра, 1966). Також знімалася у фільмах в ролях Джамілі («Бай і наймит», 1953), Муніс («Сестри Рахманови», 1954), мати Халіди («Дзвін Саята», 1966).
Померла 8 вересня 1998 року в Ташкенті. Похована на Чигатайському цвинтарі Ташкента.

## Нагороди
- орден «За видатні заслуги» (Узбекистан) (2004, посмертно)
- орден «Соглом авлод учун/За здорове покоління» (Узбекистан) (1993)
- два ордени Леніна (1945, 1971)
- орден Жовтневої Революції (1991)
- п'ять орденів Трудового Червоного Прапора (31.05.1937, 1950, 1951, 1957, 1959)
- орден Дружби народів (1981)
- орден «Знак Пошани» (23.12.1939)
- медаль «За трудову відзнаку» (1944)
- медаль «За доблесну працю у Великій Вітчизняній війні 1941—1945 рр.» (1945)
- медалі
- Сталінська премія ІІ ст. (1949) — за виконання ролі Ґулі у виставі «Алішер Навої» Уйгуна та І. Султанова
- Державна премія СРСР (1977) — за виконання ролі у виставі «Зоря революції» К. Яшена
- Державна премія Узбецької РСР імені Хамзи (1967)
- Премія імені Вільяма Шекспіра
- Заслужена артистка Узбецької РСР
- Народна артистка Узбецької РСР (1937)
- Народна артистка СРСР (1951)